# Nombre de Kostka

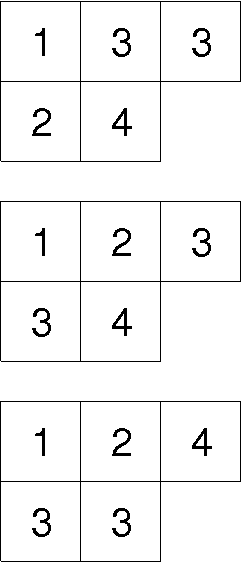
Les trois tableaux de Young semi-standard de forme et de poids. Leur nombre est le nombre de Kostka.

En mathématiques, le nombre de Kostka {\displaystyle K_{\lambda \mu }}, paramétré par deux partition d'un entier {\displaystyle \lambda } et {\displaystyle \mu }, est un entier naturel qui est égal au nombre de tableaux de Young semi-standard de forme {\displaystyle \lambda } et de poids {\displaystyle \mu }.  Ils ont été introduits par le mathématicien Carl Kostka dans ses études des fonctions symétriques,.
Par exemple, si {\displaystyle \lambda =(3,2)} et {\displaystyle \mu =(1,1,2,1)}, le nombre de Kostka {\displaystyle K_{\lambda \mu }} compte le nombre de manières de remplir une collection de 5 cellules alignée à gauche, avec 3 cellules dans la première ligne et 2 dans la seconde, et contenant une fois les entiers 1 et 2, deux fois l'entier 3 et une fois l'entier 4. De plus, les entiers doivent être strictement croissants en colonne, et faiblement croissants en ligne. Les trois tableaux possibles sont montrés sur la figure, et on a donc {\displaystyle K_{(3,2)(1,1,2,1)}=3}.

## Exemples et cas particuliers
Pour toute partition  {\displaystyle \lambda }, le nombre de Kostka {\displaystyle K_{\lambda \lambda }} est égal à 1 : c'est l'unique manière de remplir le diagramme de Young de forme {\displaystyle \lambda =(\lambda _{1},\lambda _{2},\ldots ,\lambda _{m})} avec {\displaystyle \lambda _{1}} exemplaires du nombre 1, {\displaystyle \lambda _{2}} exemplaires de 2, etc, tout en respectant les conditions de croissance sur les lignes et les colonnes : tous les 1 sont placés dans la première ligne, les 2 dans la deuxième ligne, etc. Un tel tableau est parfois appelé le tableau de Yamanouchi de forme {\displaystyle \lambda }. 
Le nombre de Kostka {\displaystyle K_{\lambda \mu }} est positif ou, en d'autres termes, il existe au moins un tableau de Young de forme {\displaystyle \lambda } et de poids {\displaystyle \mu } si et seulement si {\displaystyle \lambda } et {\displaystyle \mu } sont toutes deux des partitions d'un même entier, et si {\displaystyle \lambda } est plus grande que  {\displaystyle \mu } dans l'ordre de domination, c'est-à-dire si {\displaystyle \lambda _{1}+\cdots +\lambda _{k}\geq \mu _{1}+\cdots +\mu _{k}} pour tout {\displaystyle k}.
Il n'existe en général pas de formules closes pour les nombres de Kostka. Quelques cas particuliers sont connus. Par exemple, si {\displaystyle \mu =(1,1,1,\ldots ,1)}, alors un tableau de Young semi-standard de ce poids {\displaystyle \mu } est un tableau de Young standard, et le nombre de tableaux de Young standard de forme {\displaystyle \lambda } est donnée par la formule des équerres (en) des tableaux de Young.

## Nombres de Kostka et fonctions symétriques
En plus de la définition purement combinatoire donnée ci-dessus, les nombres de Kostka peuvent également être définis comme les coefficients dans l'expression d'un  polynôme de Schur {\displaystyle s_{\lambda }} comme combinaison linéaire de fonctions symétriques monomiales {\displaystyle m_{\mu }}. Ces fonctions sont définies, pour une partition donnée {\displaystyle \mu =(\mu _{1},\mu _{2},\ldots ,\mu _{n})}, par :
{\displaystyle m_{\mu }=\sum x_{i_{1}}^{\mu _{1}}x_{i_{2}}^{\mu _{2}}\cdots x_{i_{n}}^{\mu _{n}}}
où la sommation est sur toutes les permutations {\displaystyle (i_{1},i_{2},\ldots ,i_{n})} des entiers de 1 à {\displaystyle n}.
L'expression est alors : 
{\displaystyle s_{\lambda }=\sum _{\mu }K_{\lambda \mu }m_{\mu }.\ }
Exemple
Les nombres de Kostka pour les sept partitions en au plus trois termes sont :
- {\displaystyle K_{()()}=1}. Ici {\displaystyle ()} dénote la partition vide.
- {\displaystyle K_{(1)(1)}=1}
- {\displaystyle K_{(2)(2)}=K_{(2)(1,1)}=1}
- {\displaystyle K_{(1,1)(1,1)}=1,K_{(1,1)(2)}=0}
- {\displaystyle K_{(3)(3)}=K_{(3)(2,1)}=K_{(3)(1,1,1)}=1}
- {\displaystyle K_{(2,1)(3)}=0,K_{(2,1)(2,1)}=1,K_{(2,1),(1,1,1)}=2}
- {\displaystyle K_{(1,1,1)(3)}=K_{(1,1,1)(2,1)}=0,K_{(1,1,1)(1,1,1)}=1}

Ces valeurs sont les coefficients des développements des polynômes de Schur dans la base des fonctions symétriques monomiales : 
- {\displaystyle s_{()}=m_{()}=1} (l'indice est la partition vide)
- {\displaystyle s_{1}=m_{1}}
- {\displaystyle s_{2}=m_{2}+m_{11}}
- {\displaystyle s_{11}=m_{11}=1}
- {\displaystyle s_{3}=m_{3}+m_{21}+m_{111}}
- {\displaystyle s_{21}=m_{21}+2m_{111}}
- {\displaystyle s_{111}=m_{111}}

Kostka donne les tables de ces nombres pour les partitions d'entiers inférieurs ou égaux à 8.

## Nombres de Kostka et théorie des représentations
Les liens entre la théorie des fonctions symétriques et la théorie des représentations montrent que les nombres de Kostka expriment également la décomposition du module {\displaystyle M_{\mu }} en termes des représentations {\displaystyle V_{\lambda }} correspondant aux caractères de {\displaystyle s_{\lambda }}, c'est-à-dire que
{\displaystyle M_{\mu }=\bigoplus _{\lambda }K_{\lambda \mu }V_{\lambda }.}
Quant aux représentations du groupe général linéaire {\displaystyle \mathrm {GL} _{n}(\mathbb {C} )}, le nombre de Kostka {\displaystyle K_{\lambda \mu }} compte la dimension de l'espace de poids (en) correspondant à {\displaystyle \mu } dans la représentation irréductible {\displaystyle V_{\lambda }} (ici {\displaystyle \mu } et {\displaystyle \lambda } sont supposées avoir au moins {\displaystyle n} termes).

## Généralisations
Les nombres de Kostka sont des valeurs particulières des polynômes de Kostka (en) en une ou deux variables : 
{\displaystyle K_{\lambda \mu }=K_{\lambda \mu }(1)=K_{\lambda \mu }(0,1).}